# پارس (استان ساسانی)
پارس (به پارسی میانه: 𐭯𐭠𐭫𐭮𐭩؛ Pārs) یک استان ساسانی در دوران باستان پسین بود که تقریباً با استان فارس امروزی مطابقت دارد. این استان از غرب با خوزستان، از شرق با کرمان، از شمال با اسپهان و از جنوب با مازون همسایه بود.

## نام
نام پارسی میانه «پارس» از واژه پارسی باستان، پارسه (𐎱𐎠𐎼𐎿) می‌آید. واژه انگلیسی Persia و واژه یونانی Persis نیز از پارسی باستان گرفته شده است.

## تقسیمات اداری

### اردشیرخوره
اردشیرخوره (به پارسی میانه: Arđaxšēr-Xwarra)، به معنای شکوه اردشیر، یک بخش از استان پارس بود که توسط اردشیر بابکان (ح. ۲۲۴ تا ۲۴۲ میلادی) تأسیس شد. پایتخت این بخش شهر گور (در همین زمان توسط اردشیر ساخته شد) بود. این محل مقر دریوشان جادگ گو و دادور (مدافع درویشان و دادور)، موبد و اندرزبد (مشاور) استان پارس بود.
این منطقه بخش اداری جنوب غربی پارس را تشکیل می‌داد و شامل مرزی کوهستانی از رشته‌کوه‌های زاگرس جنوبی است. بعدها ایل قشقایی در قسمت اعظم این قلمرو ساکن شدند. این منطقه کوهستانی و دارای دمای بالایست، اما از نظر جغرافی دانان به عنوان منطقه‌ای سردسیر تلقی می‌شود. کوه‌های زاگرس و دشت‌های ساحلی در امتداد دریای پارس، نیز از نظر جغرافی‌دانان به‌عنوان گرمسیر تلقی می‌شود. در مرکز شهر دایره‌ای گور، بنای برج مانندی به نام مناره شهر گور وجود دارد. علاوه بر این، آتشکده ای نیز وجود داشت که، مسعودی مورخ عرب قرن دهمی از آن بازدید کرده است.

### استخر
استخر (به پارسی میانه: Staxr) به عنوان یک مرکز اداری و مذهبی در دوران هخامنشی بود، و این نقش را در دوران ساسانی نیز ایفا می‌کرد. آتشکده آناهید در این شهر قرار داشت. این شهر زادگاه ساسانیان نیز بوده است.

### دارابگرد
دارابگرد (به پارسی میانه: Dārāvkirt) شهریست که قدمت آن به دوران هخامنشی بازمی‌گردد. پس از تسخیر این شهر بدست اردشیر بابکان به یک بخش اداری استان پارس تبدیل شد.

### شاپورخوره
شاپورخوره (به پارسی میانه: Šāpuhr-Xwarra) به معنی شکوه شاپور) توسط دومین پادشاه ساسانی شاپور یکم (ح. ۲۴۰ تا ۲۷۰ میلادی) تأسیس شد.

### ارجان (به از آمِدِ کَواد)
ارجان (به فارسی میانه: Argān) که منابع تاریخی از آن با نام‌های دیگری چون رامقباد، بِرامقباد، اَبَرقباد و به از آمِدِ کَواد یاد می‌کنند، یک بخش اداری متأخر بود که در اوایل قرن ششم میلادی توسط قباد یکم (۴۹۸ تا ۵۳۱ میلادی) تأسیس شد. ارجان، بخش کوچکی از خوزستان را به استان پارس پیوند می‌داد  و مکانی برای اسکان اسرای جنگی از آمِدِ و مارتیروپولیس بود.

## تاریخ

### استقرار

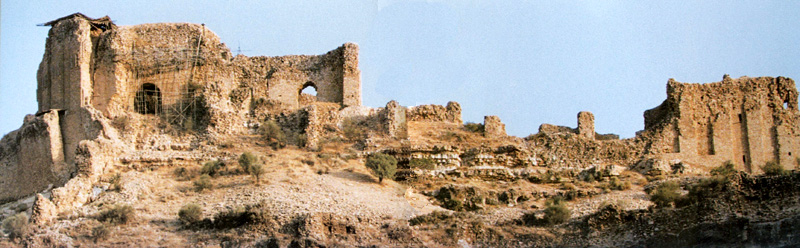
قلعه دختر، قلعه ای است که اردشیر بابکان آن را در شهر گور ساخت.

فتح پارس توسط اردشیر بابکان از اوایل دهه ۲۰۰ آغاز شد و در حدود ۲۲۳ میلادی به پایان رسید. این استان در ابتدا بین چندین فرمانروای محلی که دست نشانده شاهنشاهی اشکانی بودند تقسیم شده بود. کارزار اردشیر با انتصاب فردی بنام تیری به عنوان ارگ‌بد دژ دارابگرد آغاز شد. او از آنجا به محلی نزدیک گوبانان لشکر کشید و پادشاه آن که پاسین را کشت. پس از آن به محلی به نام کنوس لشکر کشید و پادشاه آن منوچهر را کشت. سپس به لورویر حمله کرد و پادشاه آن دارا را کشت. در حدود سال ۲۰۵/۶ میلادی، اردشیر از پدرش بابک خواست تا قیام کرده و گوچهر حاکم قدرتمند استخر را بکشد. بابک با موفقیت توانست این کار را انجام دهد، اما پسر دیگرش شاپور را به عنوان وارث خود منصوب کرد که اینکار باعث خشم اردشیر شد. اردشیر در مکانی دیگر در پارس دژی مستحکم ساخت، جایی که بعداً تبدیل به شهر گور شد.
بابک چند سال بعد از دنیا رفت که این فرصت را به اردشیر داد تا علیه شاپور قیام کند، اما شاپور در ۲۱۱/۲ میلادی پس از یک واقعه تصادفی درگذشت. اردشیر سال‌های بعدی را صرف مبارزه با دیگر فرمانروایان محلی پارس و نواحی اطراف آن مانند مهرک نوش‌زاد یا دودمان اشکانی که بر ابرساس و جهرم حکومت می‌کردند، کرد. اردشیر تا سال ۲۲۳ میلادی پادشاه بلامنازع پارس شد و سال بعد آخرین پادشاه اشکانی اردوان چهارم را شکست داد و کشت.

### تاریخ اولیه
در دوران کودکی شاپور دوم (۳۰۹ تا ۳۷۹ میلادی)، عشایر عرب چندین بار به پارس یورش برده و در آنجا به گور و نواحی اطراف آن دست درازی کردند.

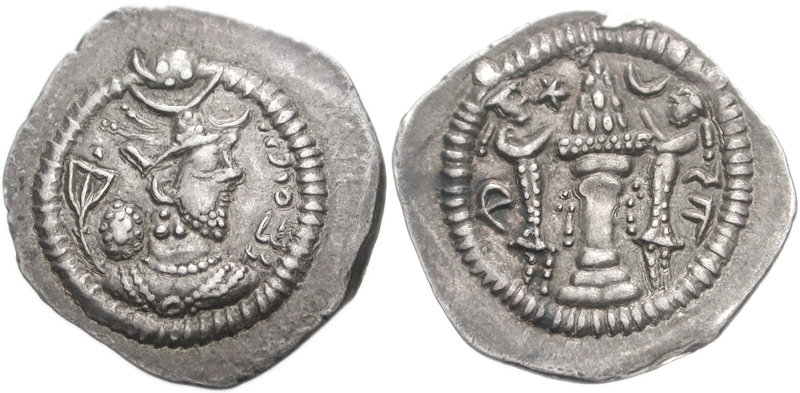
سکه پیروز یکم که در پارس ضرب شده است.

### تاریخ متاخر
در اوایل قرن پنجم میلادی مهرنرسه، وزرگ فرمذار که اهالی شهر ابروان، از توابع اردشیرخوره بود، پلی را در شهر گور ساخت. همچنین یک سنگ‌نوشته هم روی پل وجود دارد که می‌گوید؛ «این پل به‌دستور مهرنرسه، وزرگ فرمذار، برای شادی روان خویش و با هزینهٔ خویش ساخته شد. هر که به این راه بیاید، مهرنرسه و فرزندانش را دعا کند زیرا که او این گذرگاه را در این‌جا بنا نهاد. با کمک و لطف خداوند، نادرستی و فریب در آن‌جا نخواهد بود». این فعالیت‌های ساختمانی و کشاورزی مهرنرسه از جملهٔ کارهای دینی او به‌خاطر آمرزیدگی روان خویش و خانواده‌اش بوده است. به‌گفتهٔ طبری، مهرنرسه چهار آتشکده در نزدیکی زادگاهش ساخت و سه باغ بزرگ بنا کرد که در یکی از آن‌ها ۱۲٬۰۰۰ درخت خرما، در دیگری ۱۲٬۰۰۰ درخت زیتون و در سومی، ۱۲٬۰۰۰ درخت سرو کاشت، که تا دورهٔ پس از ساسانیان نیز وضعیت خوبی داشتند و به‌دست اعقاب او نگهداری می‌شدند. او چهار روستا را بنیان نهاد و در درون هریک از آن‌ها برای آمرزیدگی روان خویش و سه پسرش، آتشکده‌ای برقرار کرد و آن‌ها را «فراز مراآور خدایا» (برای خودش)، «زرواندادان»، «کاردادان» و «ماهگُشنَسپان» نام نهاد. افزون بر این، در دشت برین نیز ساختمان‌هایی بنا کرد و آتشکده‌ای دیگر برای خویش ساخت، که مهرنرسیان نامیده می‌شد. این آتشکده ممکن است یکی از آتشکده‌هایی باشد که در سدهٔ دهم توسط استخری از آن‌ها یاد شده‌بود و می‌گفت که مردم آن را بارین می‌نامند و بر عمارت آن سنگ‌نوشته‌ای وجود دارد، که اشاره می‌کند برای ساخت این آتشکده، ۳۰٬۰۰۰ درهم هزینه شده است. مدتی پیش از سال ۵۴۰، یک اسقف‌نشین در گور تأسیس شد.

### فتح مسلمانان

#### اولین حمله مسلمانان و ضد حمله موفق ساسانیان
حمله مسلمانان به پارس نخستین بار در سال ۶۳۸/۹ آغاز شد، زمانی که، حاکم بحرین، علاء بن الحضرمی، که پس از شکست برخی از قبایل سرکش عرب، جزیره‌ای در دریای پارس را تصرف کرد. اگرچه به علاء و بقیه اعراب دستور داده شده بود که به پارس یا جزایر اطراف آن حمله نکنند، او و افرادش به حملات خود به استان ادامه دادند. علاء به سرعت لشکری را آماده کرد که به سه گروه تقسیم شد، یکی زیر نظر جارود بن معله، گروه دوم زیر نظر السوار بن همام و گروه سوم به فرماندهی خلید بن منذر بن صوه. هنگامی که گروه اول وارد پارس شد، به سرعت شکست خورد و جارود کشته شد. 
همین اتفاق خیلی زود برای گروه دوم هم افتاد. با این حال، گروه سوم خوش شانس تر بود. خلید توانست آن‌ها را در خلیج نگه دارد، اما به دلیل مسدود شدن راهش توسط ساسانیان در دریا، نتوانست به بحرین عقب‌نشینی کند. عمر با اطلاع از هجوم علاء به پارس، سعد بن ابی‌وقاص را به عنوان والی بحرین جایگزین او کرد. سپس عمر به عتبه بن غزوان دستور داد تا نیروهای کمکی برای خلید بفرستد. هنگامی که نیروهای کمکی رسید، خلید و برخی از افرادش با موفقیت توانستند به بحرین عقب‌نشینی کنند، در حالی که بقیه به بصره عقب‌نشینی کردند. 

#### دومین و آخرین حمله مسلمانان
در حدود در سال ۶۴۳ عثمان بن ابی‌العاص، بیشاپور را تصرف کرد و با ساکنان شهر پیمان صلح بست. در سال ۶۴۴ علاء بار دیگر از بحرین به پارس حمله کرد و تا استخر پیش‌رفت تا اینکه توسط مرزبان پارس شهرگ عقب رانده شد. مدتی بعد، عثمان بن ابی‌العاص موفق شد پایگاهی نظامی در توج ایجاد کند و مدت کوتاهی شهرگ را در نزدیکی ریشهر شکست داده و کشت (اما در منابع دیگر آمده که این کار را برادرش انجام داد). یک ایرانی مسلمان به نام هرمز بن حیان العبدی به زودی توسط عثمان بن ابی‌العاص برای حمله به قلعه ای معروف به سِنِز در ساحل پارس فرستاده شد. پس از روی کار آمدن عثمان بن عفان به عنوان خلیفه جدید خلافت راشدین در ۱۱ نوامبر، ساکنان بیشاپور به رهبری برادر شهرگ اعلام استقلال کردند، اما شکست خوردند. با این حال، تاریخ اصلی این شورش مورد مناقشه است، زیرا مورخ ایرانی بلاذری بیان می‌کند که این شورش در سال ۶۴۶ میلادی رخ داد.
در سال ۶۴۸ ابوموسی اشعری، ماهک، فرماندار استخر را مجبور کرد که شهر را تسلیم کند. با این حال، این فتح نهایی استخر نبود، زیرا ساکنان شهر بعداً در سال ۶۴۹/۵۰ در حالی که فرماندار تازه منصوب شده آن ، عبدالله بن عامر، در تلاش برای تصرف شهر گور بود، شورش کردند. عبید الله بن معمار، فرماندار نظامی استان شکست خورد و کشته شد. در سال ۶۵۰ هجری قمری یزدگرد سوم شاه ساسانی به استخر رفت و سعی کرد مقاومت سازمان یافته‌ای را علیه اعراب طراحی کند و پس از مدتی به گور رفت اما استخر نتوانست مقاومت شدیدی انجام دهد و به زودی توسط اعراب غارت شد. اعراب درطی این حمله بیش از ۴۰۰۰۰ مدافع را کشتند. سپس اعراب به سرعت شهر گور، کازرون و سیراف را تصرف کردند و یزدگرد به کرمان گریخت. بدین ترتیب فتح پارس توسط مسلمانان به پایان رسید، اما ساکنان استان بعدها چندین بار علیه اعراب قیام کردند.

## دین

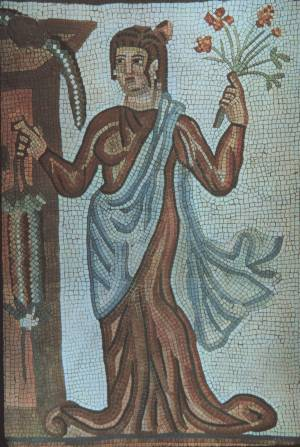
جزئیات موزاییک ایرانی رومی در کاخ شاپور یکم، بیشاپور.

اکثر ساکنان پارس، زرتشتی بودند و این براساس شواهد زبانی و تاریخی یافت شده در این منطقه از جمله آداب تدفین یافت شده در منطقه، «همچون تقدیس شدن اوستا بر اساس سنت پارسی‌ها» تأیید می‌شود. به دلیل تبعید گسترده ساکنان امپراتوری روم توسط شاپور یکم به این استان، جامعه بزرگی از مسیحیان نیز در پارس زندگی می‌کردند.

## یادداشت
1. ↑  این نام به سازنده این شهر اشاره دارد؛ یعنی داراب که یک شاه کیانی است و گَرد یا کرت نیز به معنای سازنده است.
2. ↑  در شمارش جدید شاهان اشکانی او را اردوان چهارم می‌دانند. هرچند که در کتب تاریخ قدیم، بعضی کتب کنونی و همچنین فضای عمومی او را با نام اردوان پنجم می‌شناسند.

## بیشتر خواندن
- Hartnell, Tobin (2014). "Agriculture in Sasanian Persis: ideology and practice". Journal of Ancient History. 2 (2): 182–208. doi:10.1515/jah-2014-0028. S2CID 147541332.